# Leptocythere darbyi
Leptocythere darbyi är en kräftdjursart som beskrevs av Dietmar Keyser 1976. Leptocythere darbyi ingår i släktet Leptocythere och familjen Leptocytheridae. Inga underarter finns listade i Catalogue of Life.